# Bierieżnoje (obwód wołogodzki)
Bierieżnoje (ros. Бережное) – wieś w Rosji, w rejonie ust-kubińskim obwodu wołogodzkiego. W 2010 r. liczyła 675 mieszkańców.